# Izquierda Liberal

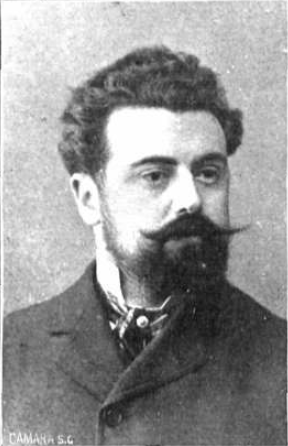
Alba vers 1912

Izquierda Liberal, també coneguda com a Izquierda Liberal Monárquica o Izquierda Dinástica, va ser una facció política que va existir a Espanya durant el període període de crisi dels partits dinàstics de la Restauració. Sorgida al voltant de la figura de Santiago Alba, es va nodrir de quadres procedents del Partit Liberal. Als seus membres també se'ls va conèixer com a «Albistes», pel cognom del seu líder.
Sorgiria al novembre de 1917 com una escissió capitanejada per Santiago Alba respecte del grup «demòcrata» que dirigia Manuel García Prieto. El seu naixement es va produir en un moment en què les querelles internes del Partit Liberal havien aconseguit el seu clímax, polaritzant-se la formació entorn de les figures del comte de Romanones i García Prieto, seguits per les seves respectives camarilles. Malgrat el nom que aquest nou grup va adoptar —«Izquierda Liberal»—, la seva composició sociològica no es diferenciava molt de les altres faccions liberals.
Santiago Alba apadrinava un programa econòmic i social de caràcter avançat, que en polític buscava integrar en el sistema polític de la Restauració als republicans i socialistes, alhora que establir una aliança amb els reformistes de Melquíades Álvarez.
D'Izquierda Liberal en formaren part personalitats com Guillermo Moreno Calvo, Joaquín Chapaprieta, Gregorio de Balparda, etc. Formaren part de la seva junta directiva el propi Santiago Alba, Joaquín Chapaprieta, Mariano Matesanz, José Gascón, G. Llompart o el comte de Santa Engracia.
En les eleccions de 1918 els albistes obtindrien trenta diputats; cinc anys després, en els comicis de 1923, la seva grandària havia augmentat fins als quaranta diputats.